# Сражение на линии «Марет»

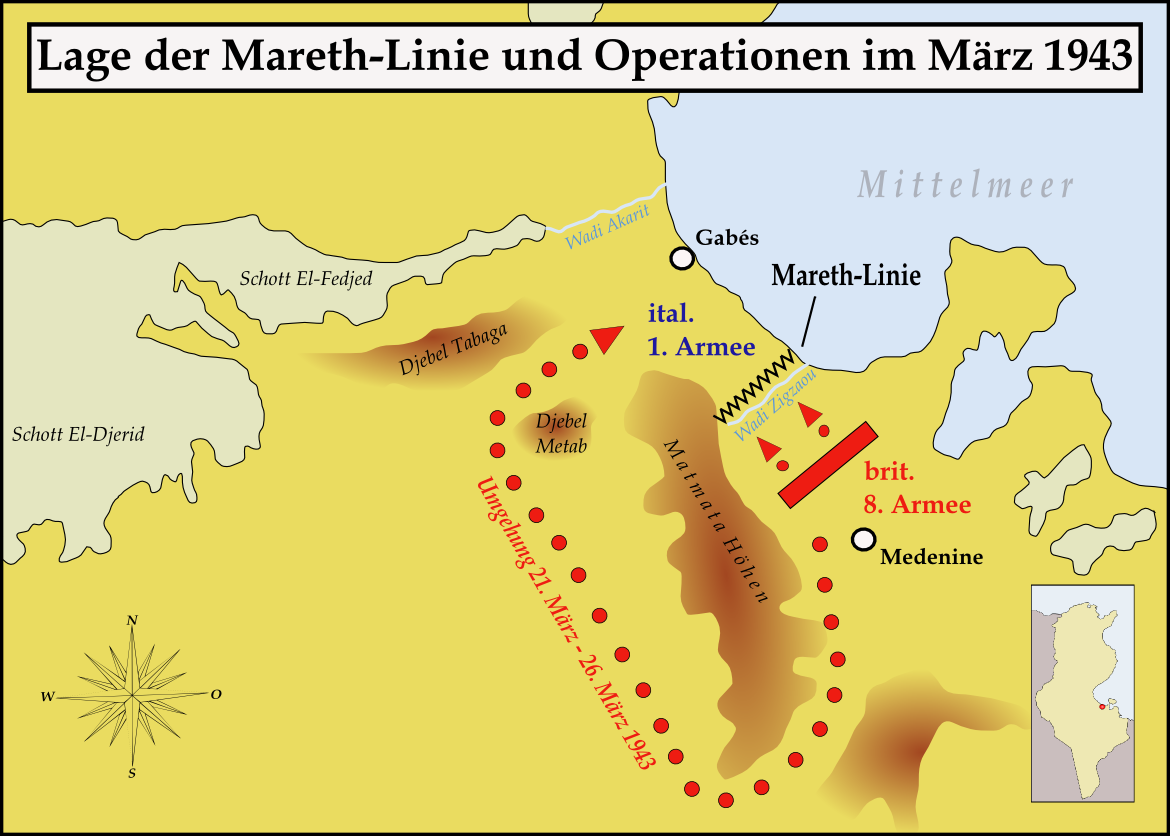
Карта сражения на линии «Марет»

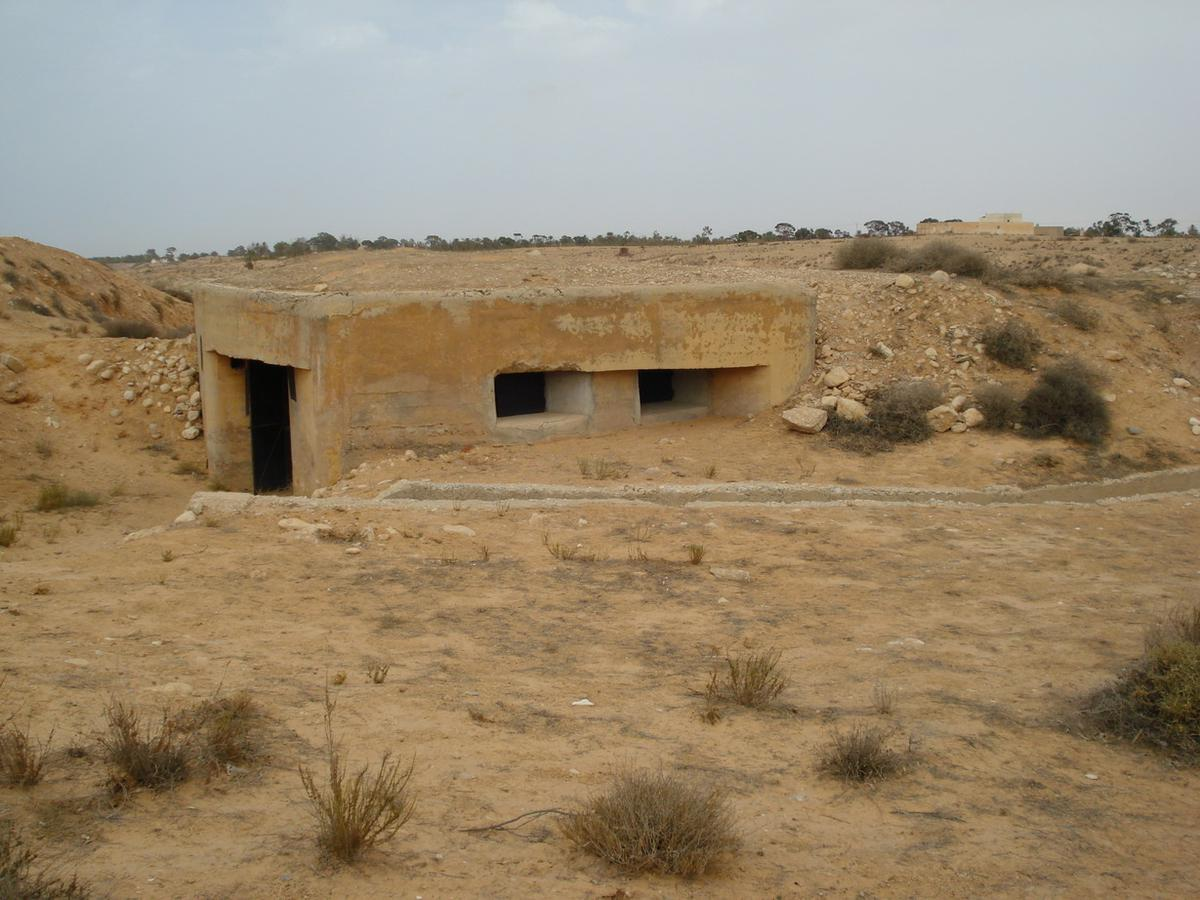
Остатки одного из ДОТ-ов на линии «Марет»

Сражение на линии «Марет» (англ. Battle of the Mareth Line) — серия военных операций, проведённых во второй половине марта 1943 года британской 8-й армией с целью разгрома южной группировки итало-немецких войск, расположенной на линии «Марет», и наступления на север Туниса.

## Военно-стратегическая ситуация
В первой половине марта союзное командование приступило к подготовке очередной наступательной операции с целью окончательного разгрома противника и овладения всей территорией Туниса. Операцию планировалось осуществить в два этапа: сначала разгромить южную группировку итало-немецких войск, расположенную на линии «Марет», а затем нанести поражение основным силам 5-й танковой армии, захватить порты Бизерта, Тунис и, таким образом, овладеть всей Северной Африкой.
В Тунисе действовала итало-немецкая группа армий «Африка» под командованием Э. Роммеля. Она состояла из 5-й немецкой танковой и 1-й итальянской армий, имевших 17 дивизий (7 немецких и 10 итальянских) и 2 бригады. Части имели некомплект в личном составе и вооружении, испытывали значительные трудности со снабжением, подвергаясь блокаде с суши, моря и воздуха. Союзники имели двойное превосходство над противником в пехоте, тройное — в артиллерии и четырехкратное — в танках.

## Начало операции
В соответствии с планом наступления 2-й американский корпус должен был выйти ударом с запада в тыл южной группировки итало-немецких войск, а затем в наступление на линию «Марет» переходила британская 8-я армия генерала Б. Монтгомери. Армия имела в своем составе около 190 тысяч человек и 500 танков. Ей противостояла группировка противника, насчитывавшая 100 тысяч человек и до 200 танков.
Наступление американского корпуса началось утром 17 марта после ударов авиации и короткой артиллерийской подготовки в общем направлении на Макнаси, залив Габес. Однако оно развивалось в низком темпе. Противник успел подтянуть на это направление танковые части и контратаками остановил корпус в районе Макнаси. Одновременно 16 марта на приморском направлении части 8-й британской армии предприняли попытку прорыва на линии в районе Вади Зиг-Зау. Хотя 620 британских танков были использованы только против 91 итальянского танка, атака британцев провалилась.
Вечером 19 марта после артиллерийской подготовки началось наступление 8-й британской армии (кодовое название: Операция «Боксёр», (англ. Operation Pugilist)) с целью создания плацдарма за линией «Марет». В течение нескольких дней наступавшим серьезного успеха добиться не удалось: итало-немецкие войска, действовавшие против 30-го корпуса на главном направлении, неоднократно переходили в контратаки и упорно удерживали занимаемый рубеж. Местность препятствовала широкомасштабному использованию танков и противотанковых орудий, что оставляло прорвавшуюся пехоту изолированной. Лишь 23 марта британцам удалось захватить плацдарм на левом берегу.

## Продолжение операции
Чтобы добиться успеха, Монтгомери запланировал одновременно с ударом с фронта фланговый маневр (кодовое название: Операция «Суператака II», англ. Operation Supercharge II) через проход возле Джебель-Табаги.
В 16.00 26 марта 30-й корпус атаковал с фронта при сильной поддержке авиации. Одновременно английские бронетанковые части 10-го корпуса генерала Б. Хоррокса, совершив маневр по труднопроходимой местности, обошли линию «Марет» с юго-запада и создали реальную угрозу правому флангу и тылу противника. Хотя британский прорыв между высотами Джебель-Табага и горами Матмата удался, как и планировалось, но окружение, запланированное в Ле-Хамме, произошло слишком поздно, чтобы окружить итальянцев.
29 марта новозеландский корпус взял Габес, вынудив итальянцев отойти с позиции «Марет». Двусторонняя угроза флангам 1-й итальянской армии привела к своевременному отходу итальянцев к 31 марта к Вади Акарит, на 64 км севернее.
Успешно ведя арьергардные бои и задерживая части союзников на промежуточных рубежах, итало-немецкие войска к середине апреля организованно отступили сначала на оборонительный рубеж северо-западнее Габеса, а затем на рубеж Энфидавиль — Джебибина.